# Енисейские письменные памятники
Енисейские или Орхоно-Енисейские памятники —  письменные источники, написанные древнетюркским руническим письмом. Самый большой памятник включает в себя около 510 знаков (Е-48 Абакан).
Енисейские письменные памятники были найдены на территории Казахстана, современной Тывы, Хакасии, Горного Алтая, Красноярского края, в верхнем течении реки Лена, на побережьях pек: Абакан, Кемчик, Кем, Оя, Талас (Казахстан), в долине Енисея, в Монголии (Хуушу цайдам).  Обнаруженным письменным памятникам ученые дали  названия местностей в которых они были найдены с присвоенными цифровыми обозначениями: Е-1, Е-50, Е-150 и др. Например: Уюк-Тарлан (Е-1), Барлык I (Е-5), Барлык II (Е-6), Элэгэст (Е-10) и др.

## История
Енисейские письменные памятники были найдены на территории Казахстана у села Туюк, современной Тывы, Хакасии, Горного Алтая, Красноярского края, в верхнем течении реки Лена, на побережьях рек: Абакан, Кемчик, Кем, Оя, Орхон (Монголия), в долине Енисея. Всего обнаружено около 150 текстов. Относятся они к VIII—IX векам. Написаны были древнетюркским руническим письмом.
Известны наскальные надписи, надписи на сосудах, могильных камнях-валунах, на монетах, деревянных палочках и предметах быта. Первые сведения о Енисейских письменных памятниках были опубликованы в XVII—XVIII веках. Исследованиями памятников занимались ученые: Н. Витзеи, С. Ремезов, Т. И. Старленберг, П. С. Паллас и др. В начале XIX веке Григорий Спасский опубликовал в журнале «Сибирский вестник» сведения о древних камнях с надписями. Статью перевели на латинский язык, она и стала доступна европейским учёным.
Системное изучение памятников началось с XIX века учеными Г. И. Спасским, О. Донлером, А. В. Адриановым, Н. М. Ядринцевым, А. О. Хсйкелем, Д. А. Клеменцем, И. Т. Савенковым, В. А. Ошурковым, И. Г. Гранеем др. В 1889 году русский исследователь Н. М. Ядринцев нашел в Монголии аналогичные памятники с надписями, на некоторых памятниках надписи были двуязычными, включающими китайский язык. После находок Ядринцева в Монголии памятники стали называться Орхоно-Енисейскими. Похожие памятники были найдены в 1897—1897 годах в бассейне реки Талас (Казахстан), фрагменты с надписями на бумаге были найдены у села Туюк (Казахстан).
После того, как датский лингвист, профессор В. Томсен нашел ключ к алфавиту, появилась возможность прочитать тексты и сделать их переводы. Лингвистические исследования памятников провели В. В. Радлов, В. Томсен, П. М. Мелиоранский, Х. Н. Оркун, А. Габен, С. Е. Малов, И. А. Батманов, А. И, Шерпабак, Ж. Клоузон, А. С. Аманжолов, И. В. Кормушин, З. Б. Арагачи, И. Л. Кызласов, Э. Р. Рагдылон и др.
С археологической и исторической точки зрения памятники исследовали ученые С. В. Киселев, Л. А, Евтюхова, А. Н. Бериштам, А. Д. Грач, С. Г. Кляшторпый, Д. Д. Васильев и др.
Древнеуйгурские письменные памятники относятся к эпохе Тюркского каганата. В состав самый большого памятника входит около 400 знаков. Большую часть текстов написана на стелах, сделанных при погребениях знати. Сооружены эти стелы в VIII—XII веках. Тексты носят характер эпитафий, оплакивающих и восхваляющих погребенных беков; в них сделано мало историко-политических сведений и описаний. В Монголии, в местах, где были найдены стелы, установлены их точные копии, а сами стелы перенесены в расположенный поблизости музей Хушуу Цайдам.
В научных материалах Древнеуйгурские письменные памятники носят названия местностей, где они были найдены им также присвоены условные цифровые обозначения: Е-1, Е-50, Е-150 и др. Например: Уюк-Тарлан (Е-1), Барлык I (Е-5), Барлык II (Е-6), Элэгэст (Е-10), памятник Тесь (Е-37) и др.